# Jason Jordan
Nathan Everhart (né le 28 septembre 1988 à Chicago), plus connu sous le nom de Jason Jordan, est un catcheur (lutteur professionnel) américain. Il travaille actuellement à la World Wrestling Entertainment comme producteur.
D'abord lutteur à l'université de l'Indiana, il devient catcheur après avoir signé un contrat avec la WWE. Il lutte d'abord à la Florida Championship Wrestling, le club-école de la WWE jusqu'à l'été 2012, puis à NXT. C'est à NXT qu'il commence à faire équipe avec Chad Gable avec qui il forme les American Alpha devient champion par équipes de NXT.
En 2016, ils rejoignent Smackdown Live, l'une des principales émission de la WWE, après la draft de juillet 2016. Ils sont finalistes du tournoi désignant les premiers champion par équipes de Smackdown mais une blessure de genou de Gable les empêchent de participer à la finale. Ils deviennent finalement champion par équipe de cette émission fin décembre 2016.
En juillet 2017, Jordan rejoint RAW où on le présente comme étant le fils illégitime de Kurt Angle qui est le manager général de cette émission où il y remporte le championnat par équipes de RAW avec Seth Rollins. Début 2018, il se blesse gravement à la nuque au cours d'un combat et met entre parenthèses sa carrière et est producteur pour la WWE.

## Jeunesse
Everhart pratique la lutte au lycée en plus d'être membre des équipes de baseball et de football américain. Il excelle en lutte, terminant 6e du championnat de l'état de l'Illinois en 2005 chez les moins de 189 lb (86 kg). L'année suivante, il termine 3e dans la catégorie des moins de 215 lb (98 kg). En 2006, des recruteurs des White Sox de Chicago et des Twins du Minnesota se montrent intéressés pour le drafter au cours du Repêchage de la Ligue majeure de baseball 2006 (en).
Il préfère poursuivre ses études et intègre l'université de l'Indiana où il continue à pratiquer la lutte. Il est dans la catégorie des plus de 285 lb (130 kg) alors qu'il en fait 225 lb (102 kg) mais il réussit à se faire connaitre dans le championnat NCAA grâce à sa vitesse et son agilité. En 2009, il est invaincu durant la saison régulière avec 35 victoires et finit 2e meilleur lutteur universitaire du pays.
Il arrête la compétition en 2010 et devient un des entraîneurs de l'équipe de lutte de l'université de l'Indiana. Il quitte l'université en 2011 après l'obtention d'un bachelor en biologie et en chimie.

## Carrière de catcheur

### World Wrestling Entertainment (2011-...)

#### Florida Championship Wrestling (2011-2012)
En 2010, Everhart rencontre le catcheur Jerry Brisco qui est aussi recruteur pour la World Wrestling Entertainment (WWE). Brisco lui propose de s'essayer dans le catch mais Everhart préfère attendre la fin de ses études. Après avoir obtenu son bachelor, Everhart s'engage avec la WWE courant 2011. Il rejoint la Florida Championship Wrestling, le club-école de la WWE, en septembre et se fait appeler Jason Jordan.
Il fait équipe avec CJ Parker avec qui il devient brièvement champion de Floride par équipes de la FCW le 13 juillet 2012 après leur victoire face à Leakee et Mike Dalton. Leur règne prend fin 15 jours plus tard après leur défaite face à Rick Victor et Brad Maddox. La FCW ferme ses portes en août et les catcheurs y travaillant rejoignent NXT.

#### Passage à laNXT(2012-2016)
Jordan commence à apparaitre à la NXT le 27 juin 2012 où il perd un match face à Jinder Mahal. L'équipe scénaristique de NXT l'utilise comme un jobber.
Début 2014, il commence à faire équipe avec Tye Dillinger. Ils participent au tournoi désignant les challengers pour le championnat par équipes de la NXT et se font éliminer au premier tour le 7 août par Enzo Amore et Colin Cassady. Le 30 octobre, ils se font éliminer par The Ascension dans une bataille royale par équipes pour désigner les challengers pour le championnat par équipes de la NXT.
Son alliance avec Dillinger prend fin et Jordan devient membre du clan Shoot Nation en décembre et commence à faire équipe avec Chad Gable. L'équipe scénaristique chargée de NXT décide de dissoudre ce clan qui n'apparaît que dans des spectacles non retransmis sur le WWE Network en mai 2015. Il continue à faire équipe avec Gable et ils participent au Dusty Rhodes Tag Team Classic. Ils éliminent Neville et Solomon Crowe au premier tour le 2 septembre avant de se faire éliminer par 7 octobre au cours de NXT Takeover: Respect en demi finale par Baron Corbin et Rhyno,.

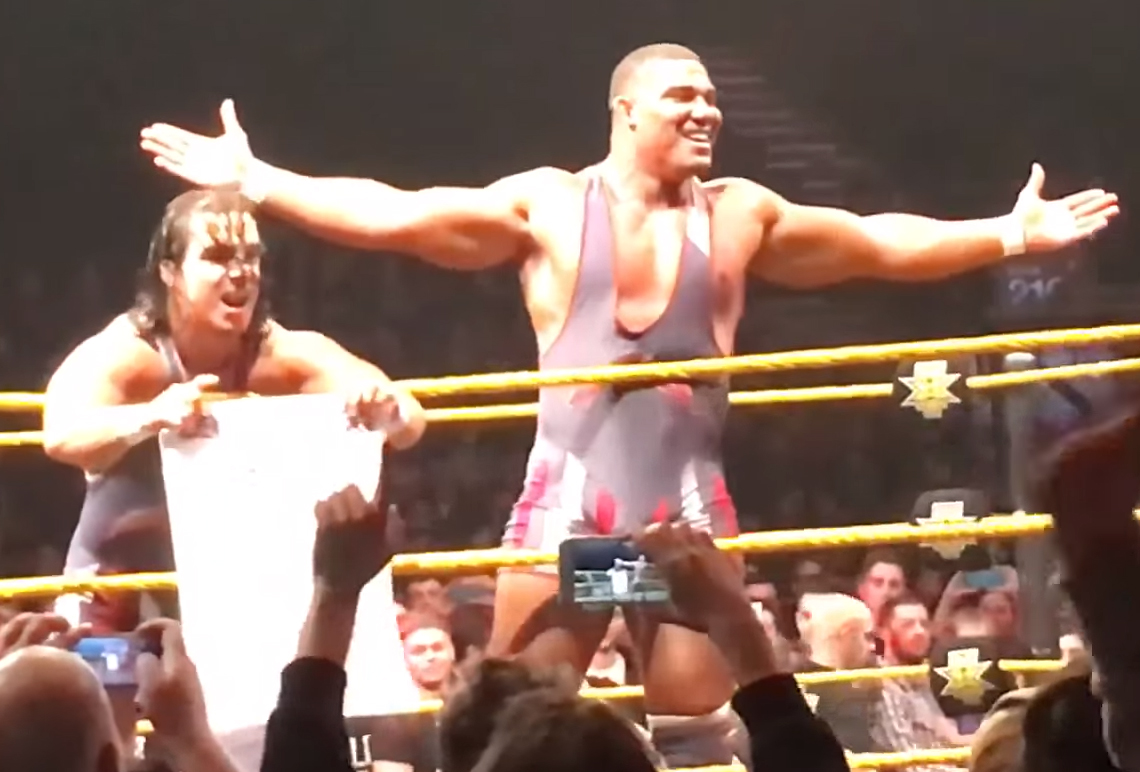
Chad Gable et Jason Jordan en 2016.

Les scénaristes chargés de NXT décident de renommer le duo Gable-Jordan en American Alpha et de les mettre en valeur. Ils deviennent challengers pour le championnat par équipes de la NXT le 16 mars après leur victoire face aux Vaudevillains. Ils remportent ce titre le 1er avril au cours de NXT Takeover: Dallas après leur victoire face à The Revival. The Revival récupère ce titre le 8 juin durant NXT Takeover: The End. Ils tentent en vain de récupérer les titres le 6 juillet dans un match au meilleur des trois tombés.

#### Arrivée àSmackdownet champion par équipes deSmackDown(2016-2017)
Le 19 juillet, la WWE organise une draft pour séparer en deux groupes les catcheurs, catcheuses et les autres membres du personnel apparaissant à la télévision qui travaillent à Raw et à Smackdown Live. Daniel Bryan qui représente Smackdown Live choisit les American Alpha au 22e choix. Ils apparaissent pour la première fois dans cette émission le 2 août où ils battent les Vaudevillains. Le 21 août 2016 en lever de rideau de SummerSlam, les American Alpha s'allie à Mojo Rawley et Zack Ryder, The Usos pour vaincre The Ascension, Fandango et Tyler Breeze ainsi que les Vaudevillains. Deux jours plus tard, ils participent au tournoi permettant de désigner les premiers champions par équipes de Smackdown et éliminent Fandango et Tyler Breeze au premier tour. Ils se qualifient pour la finale après avoir vaincu The Usos le 6 septembre. Au cours de la demi finale, Chad Gable se blesse aux ligament collatéral tibial et ne peut être apte à lutter pour la finale prévu cinq jours plus tard à Backlash. The Usos les remplacent mais échouent en finale face à Heath Slater et Rhyno.
La blessure de Gable est néanmoins peu grave puisqu'il est apte à remonter sur le ring fin septembre. Ils se qualifient pour le match pour le match par équipes à élimination opposant les équipes de Raw à celles de Smackdown Live aux Survivor Series après leur victoire face à la Spirit Squad (Kenny et Mikey) le 1er novembre. Le 20 novembre au cours des Survivor Series, Jordan élimine les Shining Stars avant que Luke Gallows ne l'élimine quelques minutes plus tard. Le 27 décembre, les American Alpha deviennent champion par équipes de SmackDown Live après leur victoire dans un match par équipe à élimination face à Heath Slater et Rhyno, les Usos ainsi que la Wyatt Family (Luke Harper et Randy Orton).
Leur première défense de ce titre a lieu le 10 janvier 2017 où ils conservent le championnat par équipes de Smackdown Live face à la Wyatt Family. Le 1er février, Daniel Bryan annonce que les American Alpha vont défendre leur titre dans un Tag Team Turnoil durant Elimination Chamber. Le 12 février au cours de Elimination Chamber, ils gardent leur titre en éliminant The Usos puis The Ascension. Leur règne prend fin le 21 mars après leur défaite face à The Usos.

#### Arrivée àRawet fils illégitime de Kurt Angle (2017)
Le 17 juillet à RAW, il rejoint cette émission après que Kurt Angle, le manager général de RAW, déclare que Jordan est son fils. Le 14 août, il affronte The Miz qui est alors champion intercontinental et ce combat se termine par la disqualification de ce dernier après l'intervention du Miztourage (Curtis Axel et Bo Dallas). Juste après ce combat, Jordan et The Hardy Boyz battent The Miz et le Miztourage.

#### Champion par équipe deRawet blessure (2018-...)
Le 25 décembre à Raw, il gagne avec Seth Rollins pour la première fois de sa carrière les WWE Raw Tag Team Championship contre Sheamus et Cesaro, ce qui fait de lui le premier homme à avoir obtenu les titres par équipe de Raw, Smackdown et NXT au cours de sa carrière. Le 1er janvier à Raw, il bat Cesaro. Le 8 janvier à Raw, il perd avec Roman Reigns et Seth Rollins contre The Bálor Club. Lors de Royal Rumble, le 29 janvier, lui et Seth Rollins perdent les titres par équipes de Raw face à The Bar.
Le 6 février, Jason Jordan se fait opérer d'une blessure à la nuque (microdiscectomie cervicale postérieure mini-invasive). Le 12 février à Raw, Kurt Angle annonce que Jason Jordan sera absent de WrestleMania 34.

## Carrière de producteur
Pendant son absence des rings, Jordan travaille en coulisses en tant que producteur. Il a notamment produit le match opposant Naomi à Peyton Royce le 28 août 2018. Au printemps 2021, il se retrouve promu chef producteur.

## Vie privée
Everhart a deux frères qui ont fait de la prison, l'un d'entre eux est condamné à perpétuité. 
Le 18 mars 2017, il épouse une femme du nom d'April Elizabeth.

## Palmarès

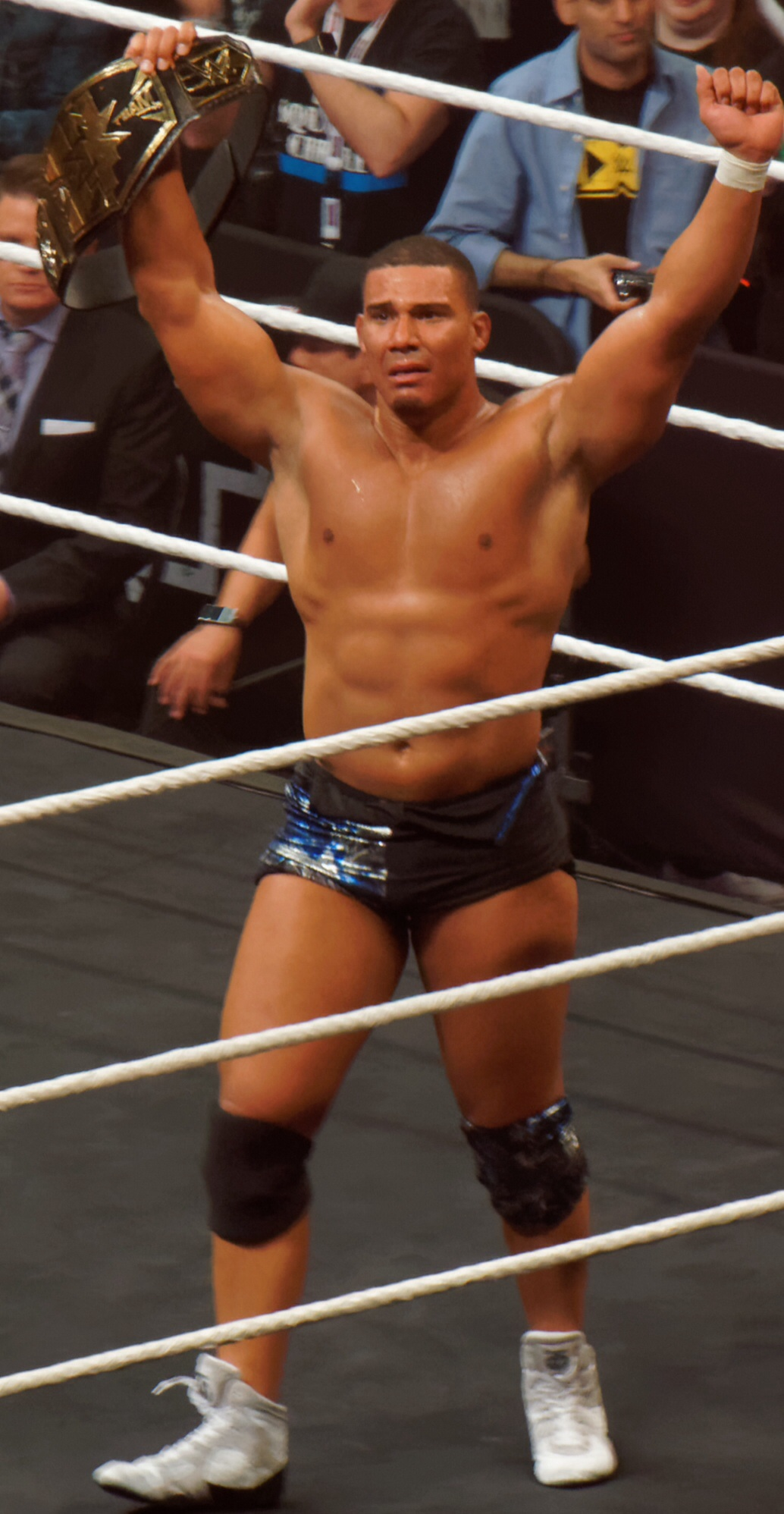
Jason Jordan avec la ceinture de champion par équipes de la NXT en 2016.

- Florida Championship Wrestling (FCW)
  - 1 fois champion de Floride par équipes de la FCW avec CJ Parker[6]
- World Wrestling Entertainment (WWE)
  - 1 fois champion par équipes de la NXT avec Chad Gable (1er avril 2016 - 8 juin 2016)[46]
  - 1 fois champion par équipes de SmackDown Live avec Chad Gable (27 décembre 2016 - 21 mars 2017) [47]
  - 1 fois champion par équipes de RAW avec Seth Rollins (25 décembre 2017-29 janvier 2018)[48].

## Récompenses des magazines
- Pro Wrestling Illustrated

| Année | 2012 | 2013       | 2014 | 2015 | 2016 | 2017 | 2018 |
| ----- | ---- | ---------- | ---- | ---- | ---- | ---- | ---- |
| Rang  | 319  | Non classé | 289  | 277  | 119  | 103  | 87   |

- Wrestling Observer Newsletter
  - 6e équipe de l'année 2015 avec Chad Gable[50]
  - 7e meilleure progression de l'année 2015[50]
  - 7e équipe de l'année 2016 avec Chad Gable[51]
  - 2e pire gimmick de l'année 2017 (fils de Kurt Angle)[52]